# Tetrablemma namkhan
Espèce
Tetrablemma namkhan est une espèce d'araignées aranéomorphes de la famille des Tetrablemmidae.

## Distribution
Cette espèce est endémique du Laos.

## Publication originale
- Lin, Li & Jäger, 2012 : Two new species of the family Tetrablemmidae (Araneae) from Laos and Malaysia. Zootaxa, no 3475, p. 55-64.